# Un invito a te
Un invito a te è il quarto album in studio del cantautore italiano Diego Mancino, pubblicato nel 2016.

## Tracce
1. Il suo aquilone
2. Era solo ieri
3. Succede d'estate
4. Avere fiducia
5. Ragazzo mio (cover di Luigi Tenco)
6. Un invito a te
7. Maledetta volontà
8. La verità è immobile
9. Molte cose insieme